# ブカシ

## 概要
ブカシ（Bekasi）とは、インドネシアの首都ジャカルタの東側に位置する西ジャワ州北西部の地方を指す。ブカシ市（Kota Bekasi）とブカシ県（Kabupaten Bekasi）が含まれる。両自治体ともジャボデタベック都市圏を構成する。
（本項では現在のところ、以降はブカシ市についてのみの記述になっており、ブカシ県の記述は含まれていない。また、テンプレートの情報もブカシ市のみ。）

## 経済
ジャカルタのベッドタウンとして機能しているが、市内にも産業が発展してきており、多くの日系企業が進出している。
- P.T.TOYOTA HOUSING INDONESIA（トヨタホームの現地法人、戸建分譲地を販売）
- P.T.Mandom Indonesia Tbk（化粧品メーカーマンダムの製造工場）

## 歴史
2012年1月28日、この地域を中心としたジャカルタ近郊の工場で、賃上げを求める大規模なストライキが発生し、多くの日系企業がその影響を受けた。

### 主な企業
- P.T.スズキ・インドモービル・モーター
- P.T.チュウハツ・インドネシア

### 学校
- カリスグローバルスクール

## 交通
首都ジャカルタからバンドン・スラバヤへの向かうインドネシア鉄道会社（PT. Kereta Api）の路線が通っている、コミューターラインと線路共用していて飽和状態のためマンガライ駅-ブカシ駅間（18.5km）を複々線化、合わせてブカシ駅から東へ約17kmのチカラン駅までの電化工事をしている。
- PT. Kereta Api-北幹線
- コミューターライン - ブルーライン（チカラン線）
- ジャボデベックLRT - ブカシ線